# Sainte-Colombe (Altos Alpes)
 Sainte-Colombe  es una población y comuna francesa, situada en la región de Provenza-Alpes-Costa Azul, departamento de Altos Alpes, en el distrito de Gap y cantón de Orpierre.

## Demografía
| 75 | 56 | 51 | 49 | 43 | 50 |
| Para los censos de 1962 a 1999 la población legal corresponde a la población sin duplicidades (Fuente: INSEE [Consultar]) |    |    |    |    |    |